# Ibrahim Oweiss
Ibrahim Oweiss (* 25. September 1931; † 27. November 2023 in Bethesda, Maryland) war ein ägyptisch-amerikanischer Wirtschaftswissenschaftler, der den Begriff Petrodollar prägte.
Oweiss lehrte von 1967 bis 2001 als Professor für Ökonomie an der Georgetown University in Washington, D.C. 1977 war er unter Anwar as-Sadat als Staatssekretär in der ägyptischen Regierung tätig.

## Werke
- Ibn Khaldun, Father of Economics, from Arab Civilization, (joint editorship with George N. Atiyeh), State University of New York Press, 1988. Pp. xii, 365.
- Egypt's Economy: The Pressing Issues, from The Political Economy of Contemporary Egypt, Center for Contemporary Arab Studies, Georgetown University, Washington, D.C. 1990. Pp. xiii, 334.
- Economics of Petrodollars from The Economic Dimensions of Middle Eastern History, The Darwin Press, Inc., Princeton, NJ, 1990, pp. 179-99.
- Recent Developments in Crude Oil Prices, from Arab Bankers Association of North America, 1996, Vol. XIII, No. 3.